# Federatie van Belgische Zelfstandige Ondernemers
De Federatie van Belgische Zelfstandige Ondernemers (FEBEZO) is een Belgische middenstandsorganisatie.

## Geschiedenis
De organisatie werd opgericht in 2001 na de fusie van de Vlaamse Socialistische Zelfstandigen (VSZ), het Syndicaat der Zelfstandigen & KMO's (SDZ) en het Syndicat des Indépendants (SDI). In januari 2003 werd bekendgemaakt dat de organisatie een federatie zou vormen met het Liberaal Verbond voor Zelfstandigen (LVZ).
In maart 2004 werd in de schoot van de organisatie de Onafhankelijke Raad voor het Individueel en Zelfstandig Ondernemen (ORIZON) opgericht als niet-zuilgebonden en pluriforme zelfstandigenorganisatie die zich op de economische regio Vlaanderen richt.